# McLintock!
McLintock! is een Amerikaanse western-komedie uit 1963 onder regie van Andrew V. McLaglen. De film bevindt zich in het publiek domein.

## Verhaal
Veehouderij-eigenaar George Washington McLintock probeert de controle te houden terwijl hij problemen heeft met zijn vrouw, zijn dochter en met mensen die zijn land willen hebben.

## Rolverdeling
| Acteur          | Personage                     |
| --------------- | ----------------------------- |
| John Wayne      | George Washington McLintock   |
| Maureen O'Hara  | Katherine Gilhooley McLintock |
| Patrick Wayne   | Devlin Warren                 |
| Stefanie Powers | Becky McLintock               |
| Jack Kruschen   | Jake Birnbaum                 |
| Chill Wills     | Drago                         |
| Yvonne De Carlo | Louise Warren                 |
| Jerry Van Dyke  | Matt Douglas Jr.              |
| Edgar Buchanan  | Bunny Dull                    |
| Bruce Cabot     | Ben Sage                      |
| Perry Lopez     | Davey Elk                     |
| Strother Martin | Agard                         |
| Gordon Jones    | Matt Douglas                  |
| Robert Lowery   | Cuthbert H. Humphrey          |
| Hank Worden     | Curly Fletcher                |
| Michael Pate    | Puma                          |
| Edward Faulkner | Young Ben Sage                |
| Mari Blanchard  | Camille                       |
| Leo Gordon      | Jones                         |